# Matkules mezi
Matkules mezi este o arie protejată (arie specială de conservare — SAC, sit de importanță comunitară — SCI, arie de protecție specială avifaunistică — SPA) din Letonia întinsă pe o suprafață de 80,16 ha, integral pe uscat.

## Localizare
Centrul sitului Matkules mezi este situat la coordonatele 56°57′33″N 22°30′07″E / 56.9592°N 22.5019°E.

## Înființare
Situl Matkules mezi a fost declarat arie de protecție specială avifaunistică în decembrie 2003 pentru a proteja 1 specie de animale. Alte tipuri de protecție:
- sit de importanță comunitară (în mai 2004)
- arie specială de conservare (în mai 2004)[1][3][4]

## Biodiversitate
Situată în ecoregiunea boreală, aria protejată conține 3 habitate naturale: Taiga vestică, Păduri caducifoliate de mlaștină fino-scandinave, Mlaștini împădurite.
La baza desemnării sitului se află o specie protejată de  păsări: barză neagră (Ciconia nigra)
Pe lângă speciile protejate, pe teritoriul sitului au mai fost identificate 4 specii de plante.